# Cráneo y huesos cruzados

Etiquetado de sustancias tóxicas para la UE

tradicional de Bandera pirata

Significa venenoso.

Una calavera y huesos cruzados es un símbolo que consiste en un cráneo humano y dos huesos largos (tibias) cruzados bajo o detrás del cráneo. El diseño se originó en la Baja Edad Media como símbolo de la muerte y especialmente como memento mori en las lápidas.
La frase se encuentra en escritos de autores estoicos romanos como Séneca, Cicerón y el propio emperador y filósofo Marco Aurelio, los cuales reflexionaron sobre la fugacidad de la vida...  en ese " memento morí" .... (Recuerda que moriras) ...
En contextos modernos, se utiliza generalmente como un Símbolo de peligro que advierte del peligro, normalmente en relación con sustancias venenoso, como los productos químicos mortales.

## Uso militar
La calavera y los huesos se utilizan a menudo en las insignias militares, como los escudos de los regimientos.

## Símbolo de sustancias venenosas
La calavera y las tibias cruzadas han sido durante mucho tiempo un símbolo estándar del veneno.
En 1829, el Estado de Nueva York exigió el etiquetado de todos los envases de sustancias venenosas. El símbolo de la calavera y las tibias cruzadas parece haberse utilizado con ese fin desde la década de 1850. Anteriormente se habían utilizado diversos motivos, como el Danés "+ + +" y dibujos de esqueletos. En la década de 1870, los fabricantes de veneno de todo el mundo empezaron a utilizar botellas de cobalto brillante con una variedad de protuberancias y diseños en relieve (para permitir un fácil reconocimiento en la oscuridad) para indicar el veneno, pero en la década de 1880 la calavera y los huesos cruzados se habían vuelto omnipresentes, y las botellas de colores brillantes perdieron su asociación.
En Estados Unidos, debido a la preocupación de que la asociación del símbolo de la calavera y las tibias cruzadas con los piratas pueda animar a los niños a jugar con materiales tóxicos, el símbolo del Sr. Yuk también se utiliza para denotar el veneno, pero en 2001, la Asociación Americana de Centros de Control de Envenenamiento votó a favor de seguir exigiendo el símbolo de la calavera y las tibias cruzadas.

## Galería

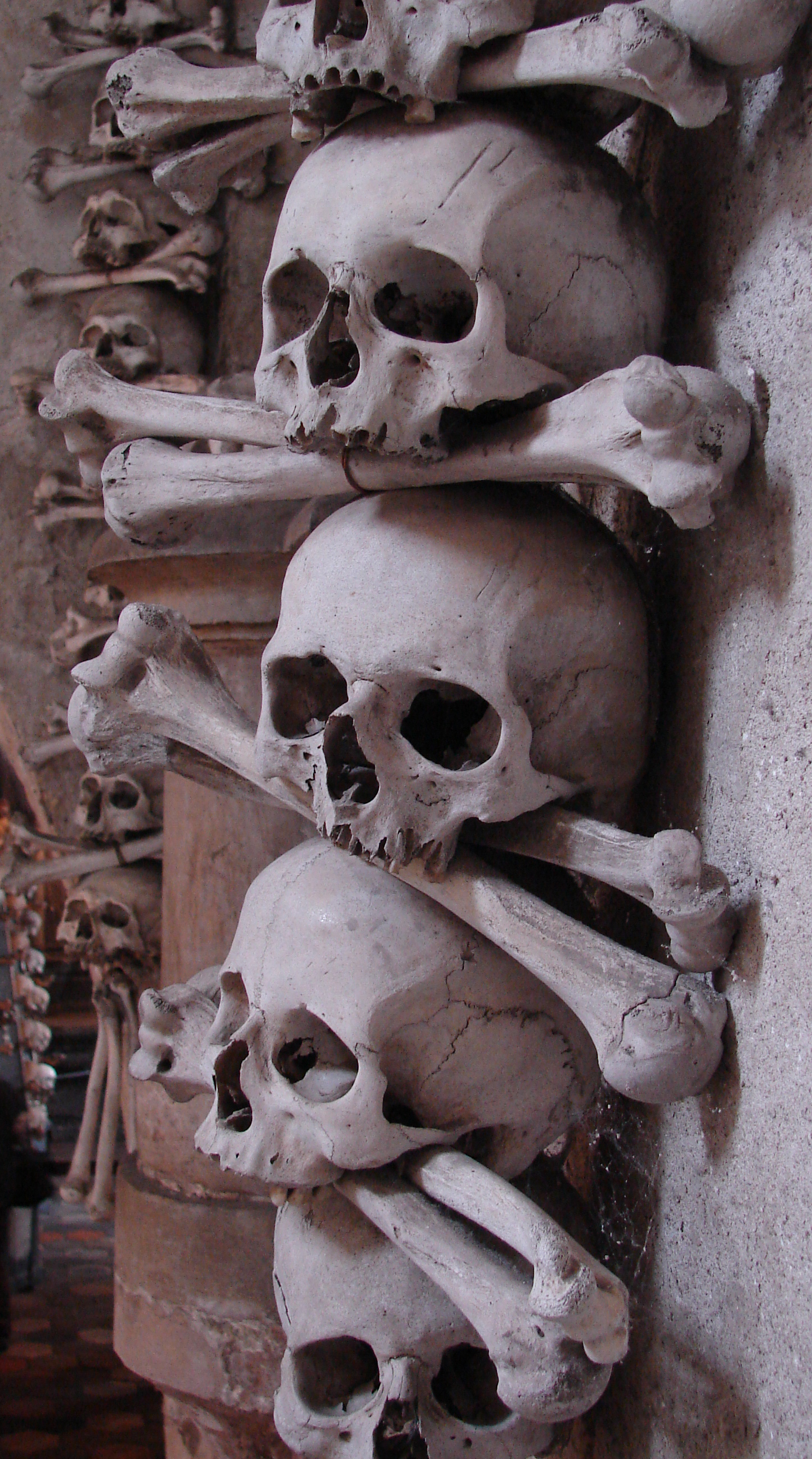
Una disposición de cráneos y huesos cruzados en el Osario de Sedlec, República Checa.
Cráneo y huesos cruzados como carga heráldica en el escudo del 8º Regimiento de Caballería Lusitania
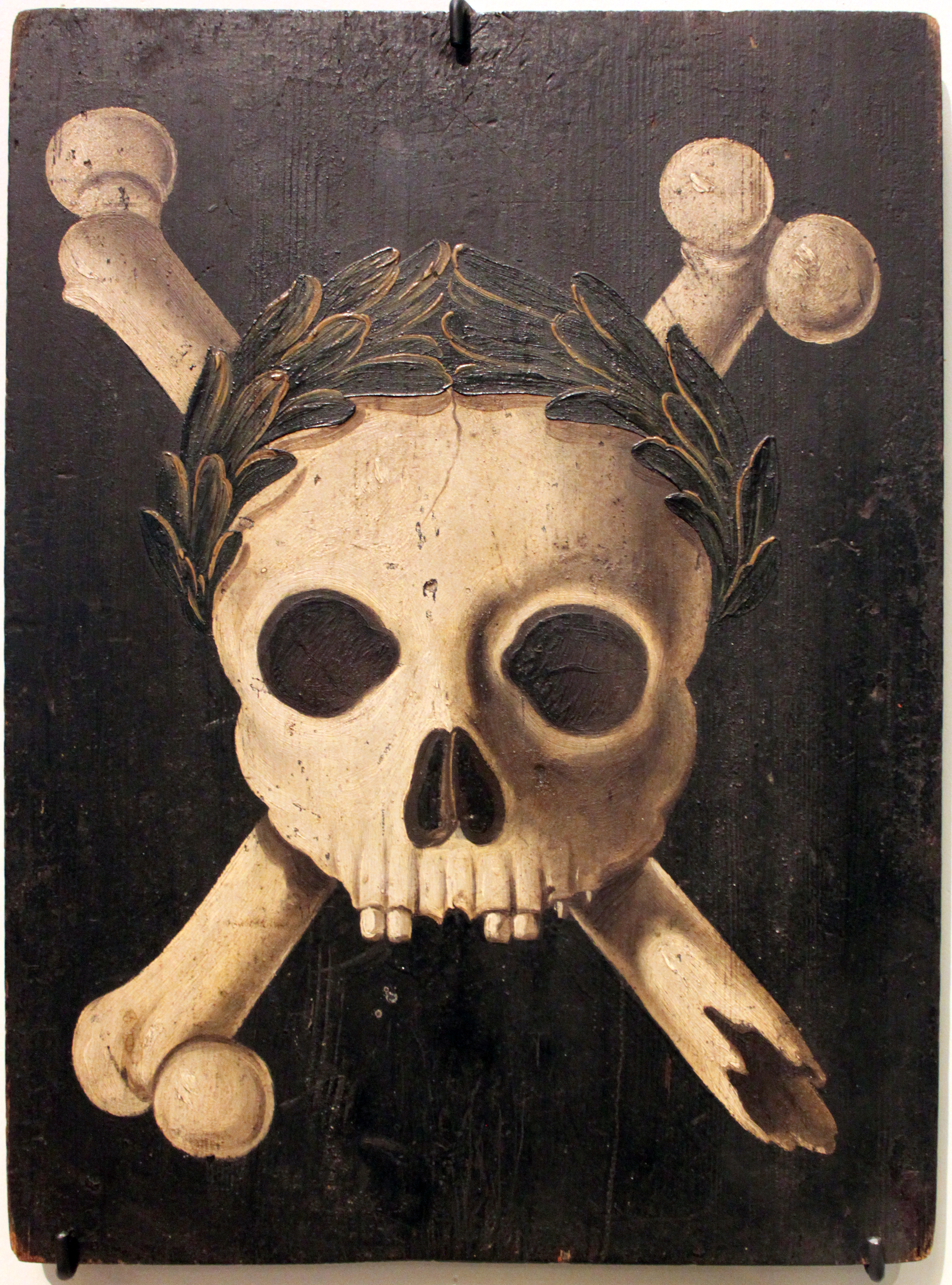
Un "panel de la peste" de principios del siglo XVII de Augsburgo
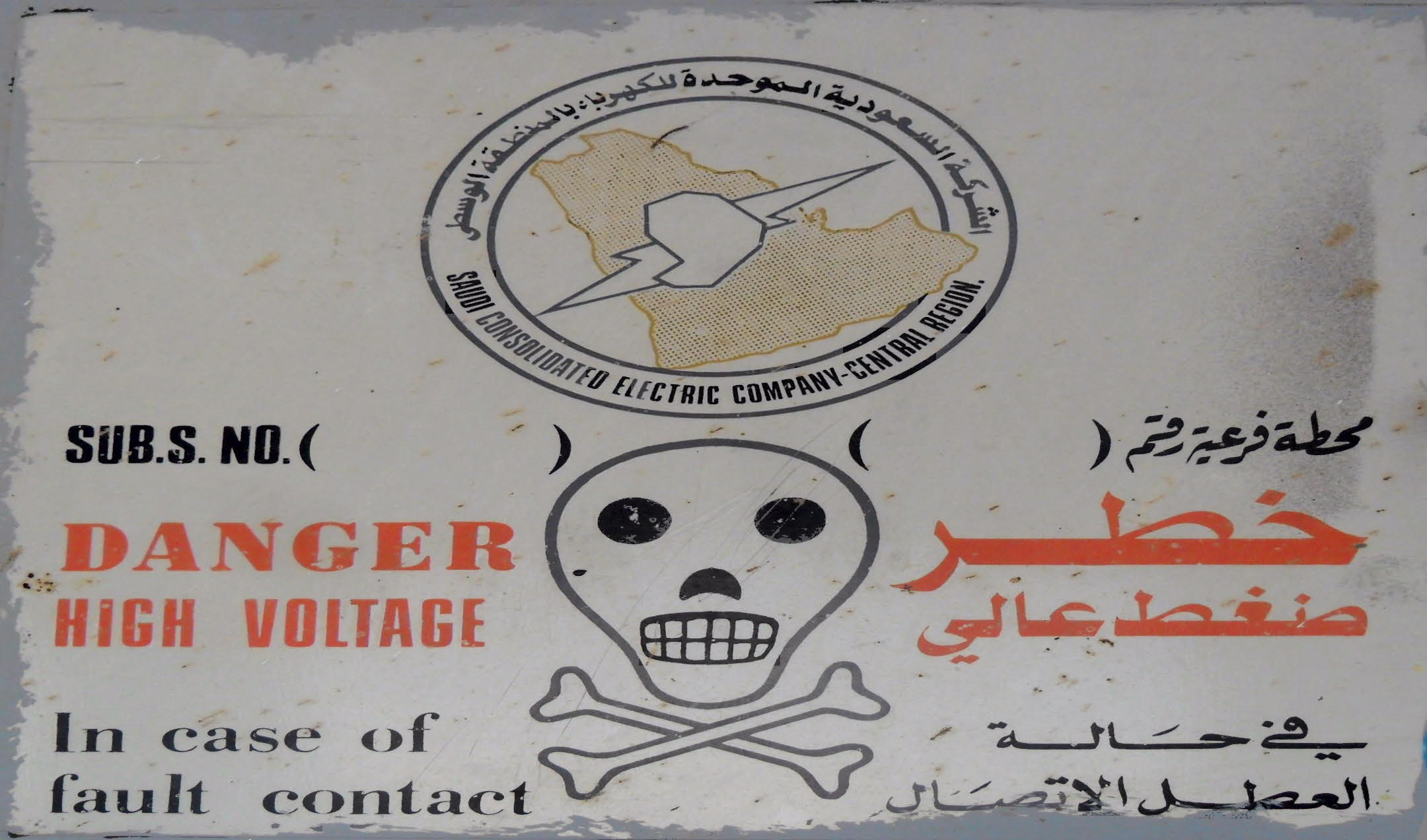
Señal de alta tensión de Arabia Saudí
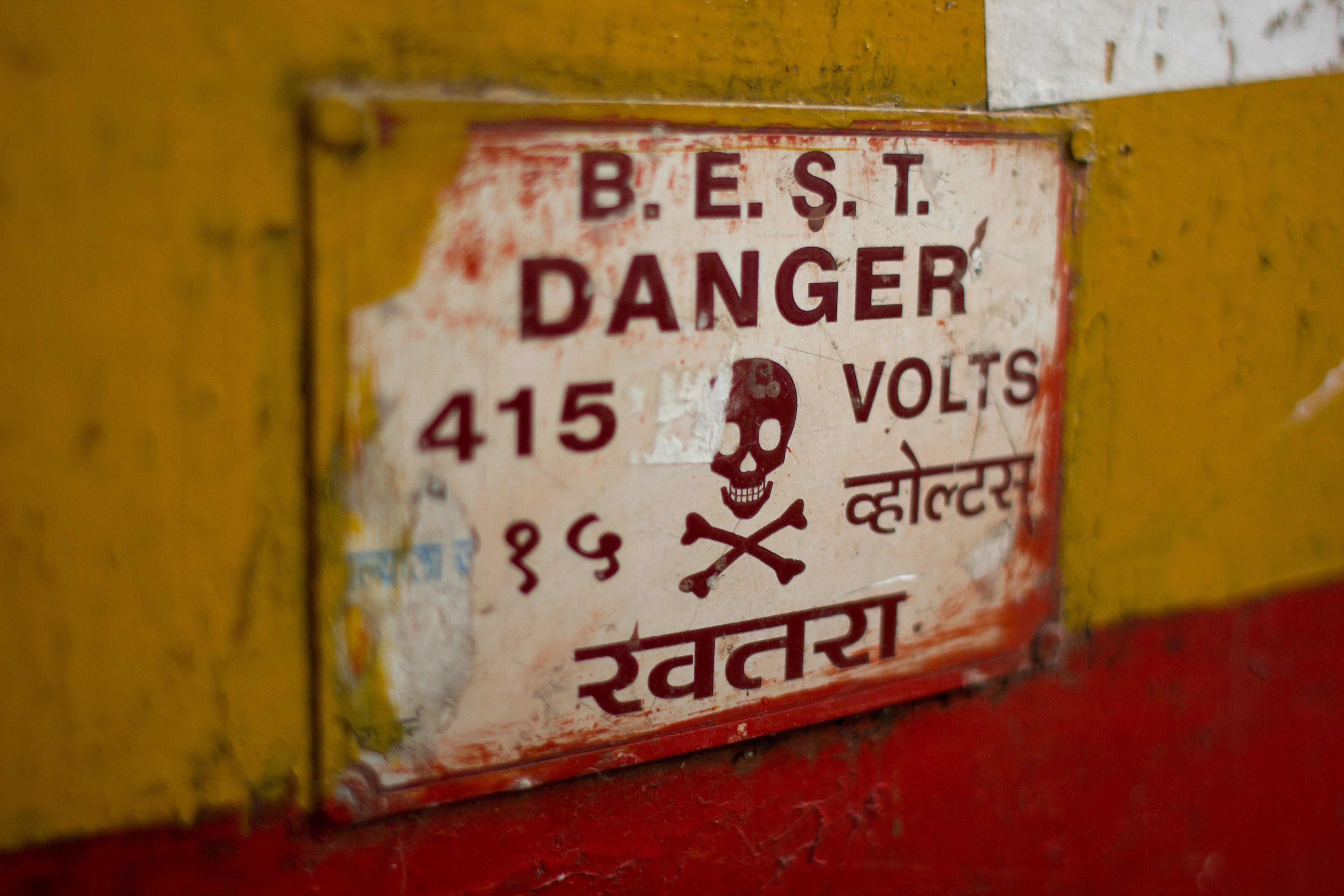
Cráneo y huesos cruzados en una señal de advertencia de alta tensión en Mumbai, India
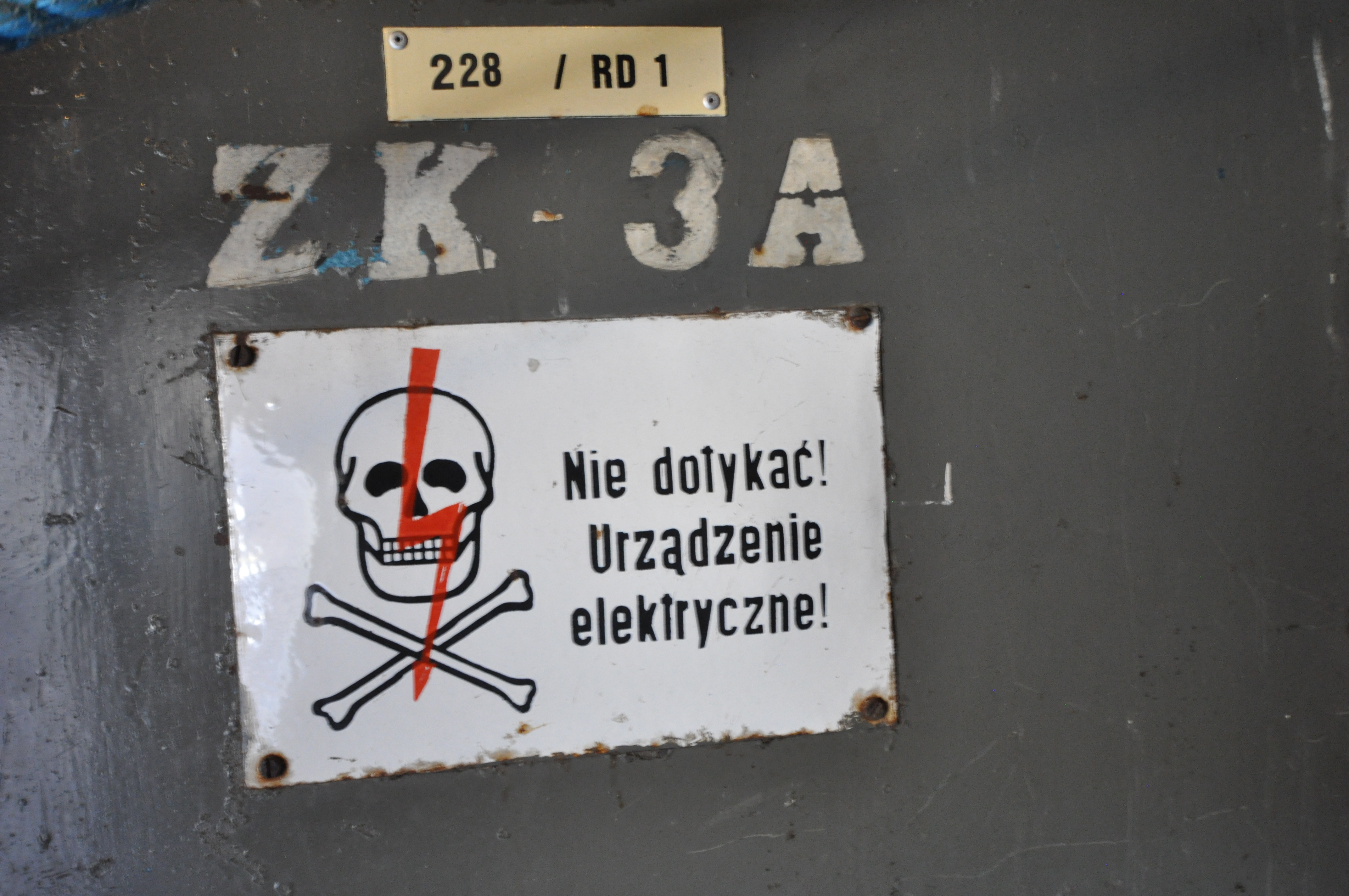
Cartel de calavera y huesos cruzados montado en una caja de electricidad en Polonia
Una típica enseña Jolly Roger